# Démuin
Démuin est une commune française située dans le département de la Somme en région Hauts-de-France.

## Géographie

### Localisation
Démuin est un village picard de l'Amiénois et de la région naturelle du Santerre.
Limitrophe de Villers-Bretonneux, la commune est située à 6 km au nord-est de Moreuil, 10 km au sud de Corbie, 19 km au sud-est d'Amiens et à 19 km au nord de Montdidier à vol d'oiseau.
Le territoire de la commune est limitrophe de ceux de huit communes.Les communes limitrophes sont Aubercourt, Beaucourt-en-Santerre, Domart-sur-la-Luce, Hangard, Ignaucourt, Mézières-en-Santerre, Villers-aux-Érables et Villers-Bretonneux.

### Géologie et relief
La majorité du sol et du sous-sol de la commune est constitué de pentes de craie blanche ou marneuse. Au sud et au sud-est, des couches argileuses constituent le limon des plateaux mélangé parfois à du silex. Le sol de la vallée de la Luce est constitué d'alluvions tourbeux.
Le relief de la commune est celui d'un plateau et traversé par des vallées : celle de la Luce d'est en ouest et d'un vallon sec sud-nord. Le plateau culmine à 104 m d'altitude et s'abaisse en pente douce vers la vallée de la Luce.

### Hydrographie

#### Réseau hydrographique
La commune est située dans le bassin Artois-Picardie. Elle est drainée par le ruisseau la Margot,.
La Luce, d'une longueur de 18 km, prend sa source dans la commune de Caix et se jette  dans l'Avre à Thennes, après avoir traversé 13 communes.

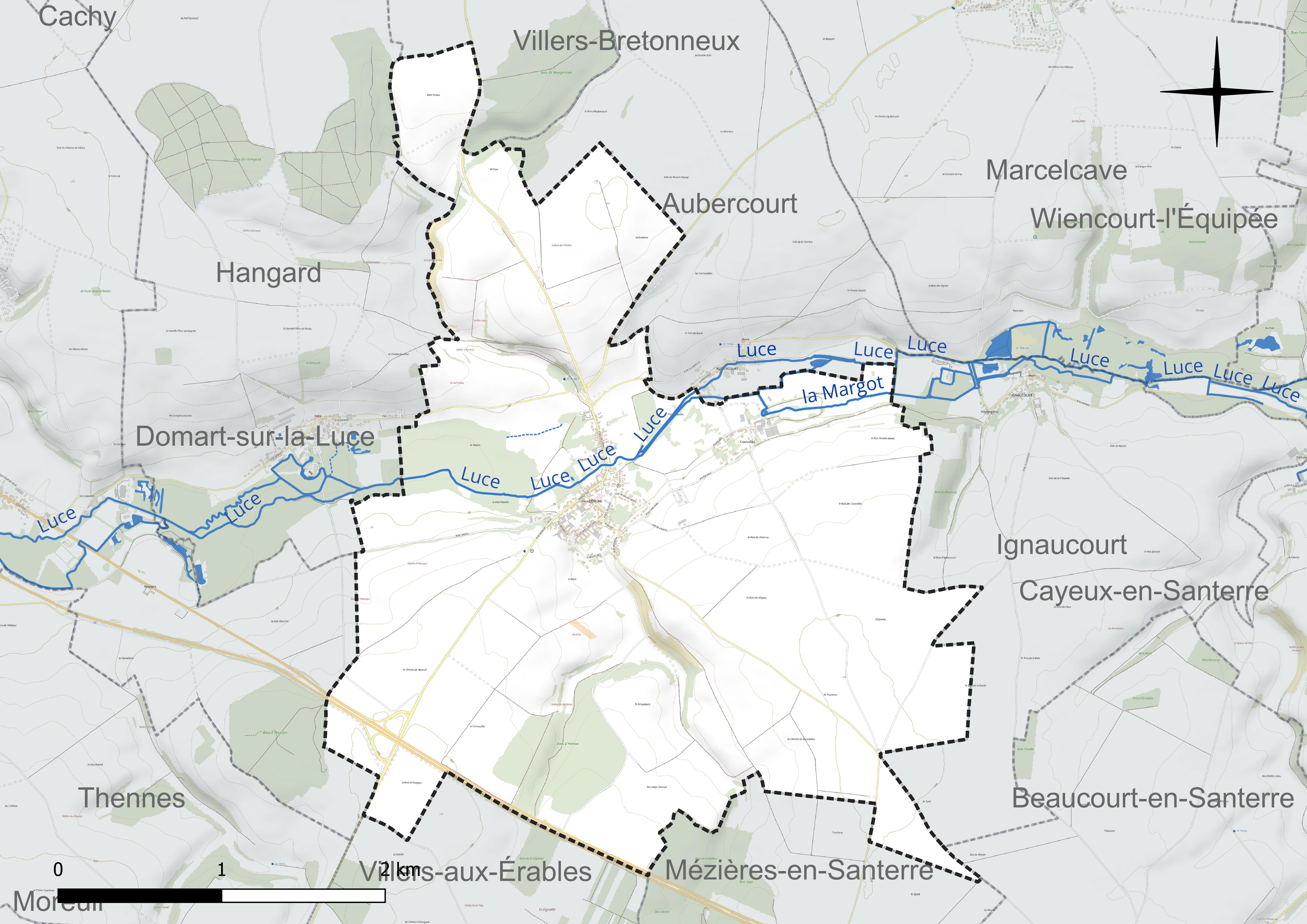
Réseau hydrographique de Démuin.

#### Gestion et qualité des eaux
Le territoire communal est couvert par le schéma d'aménagement et de gestion des eaux (SAGE) « Somme aval et Cours d'eau côtiers ». Ce document de planification concerne un territoire de 1 835 km2 de superficie, délimité par le bassin versant de la Somme canalisée. Le périmètre a été arrêté le 29 avril 2010 et le SAGE proprement dit a été approuvé le 6 août 2019. La structure porteuse de l'élaboration et de la mise en œuvre est le syndicat mixte d'aménagement hydraulique du bassin versant de la Somme (AMEVA).
La qualité des cours d'eau peut être consultée sur un site dédié géré par les agences de l'eau et l'Agence française pour la biodiversité.

### Climat
Pour des articles plus généraux, voir Climat des Hauts-de-France et Climat de la Somme.
En 2010, le climat de la commune est de type climat océanique dégradé des plaines du Centre et du Nord, selon une étude du CNRS s'appuyant sur une série de données couvrant la période 1971-2000. En 2020, Météo-France publie une typologie des climats de la France métropolitaine dans laquelle la commune est exposée à un climat océanique et est dans la région climatique Nord-est du bassin Parisien, caractérisée par un ensoleillement médiocre, une pluviométrie moyenne régulièrement répartie au cours de l'année et un hiver froid (3 °C).
Pour la période 1971-2000, la température annuelle moyenne est de 10,3 °C, avec une amplitude thermique annuelle de 14,2 °C. Le cumul annuel moyen de précipitations est de 679 mm, avec 11,1 jours de précipitations en janvier et 8,5 jours en juillet. Pour la période 1991-2020, la température moyenne annuelle observée sur la station météorologique la plus proche, située sur la commune de Glisy à 12 km à vol d'oiseau, est de 11,1 °C et le cumul annuel moyen de précipitations est de 646,6 mm,. Pour l'avenir, les paramètres climatiques de la commune estimés pour 2050 selon différents scénarios d'émission de gaz à effet de serre sont consultables sur un site dédié publié par Météo-France en novembre 2022.

## Urbanisme

### Typologie
Au 1er janvier 2024, Démuin est catégorisée commune rurale à habitat dispersé, selon la nouvelle grille communale de densité à sept niveaux définie par l'Insee en 2022.
Elle est située hors unité urbaine. Par ailleurs la commune fait partie de l'aire d'attraction d'Amiens, dont elle est une commune de la couronne,. Cette aire, qui regroupe 369 communes, est catégorisée dans les aires de 200 000 à moins de 700 000 habitants,.

### Occupation des sols
L'occupation des sols de la commune, telle qu'elle ressort de la base de données européenne d'occupation biophysique des sols Corine Land Cover (CLC), est marquée par l'importance des territoires agricoles (88,8 % en 2018), une proportion identique à celle de 1990 (88,8 %). La répartition détaillée en 2018 est la suivante : 
terres arables (82,8 %), forêts (7 %), zones urbanisées (4,2 %), zones agricoles hétérogènes (3,3 %), prairies (2,7 %). L'évolution de l'occupation des sols de la commune et de ses infrastructures peut être observée sur les différentes représentations cartographiques du territoire : la carte de Cassini (XVIIIe siècle), la carte d'état-major (1820-1866) et les cartes ou photos aériennes de l'IGN pour la période actuelle (1950 à aujourd'hui).

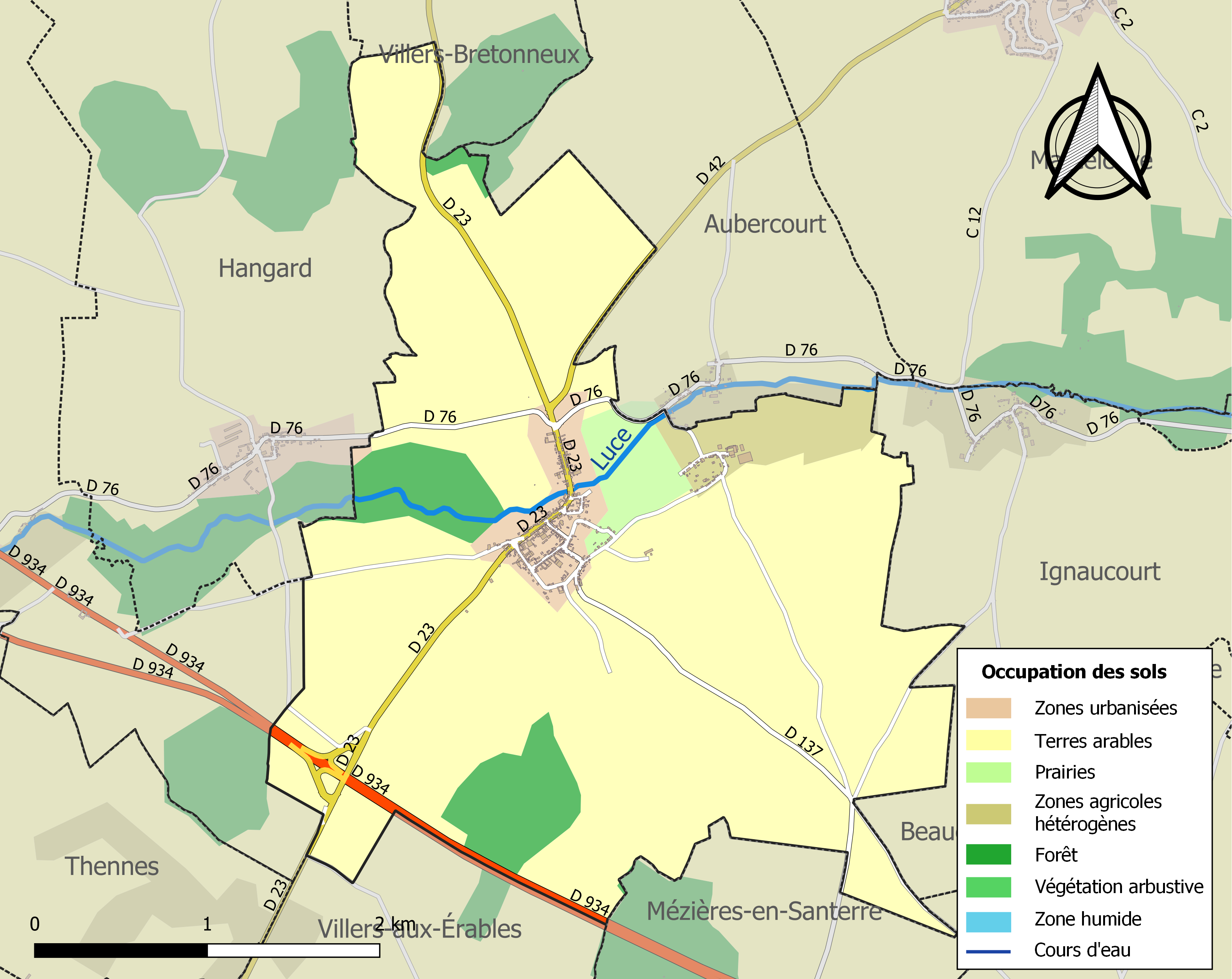
Carte des infrastructures et de l'occupation des sols de la commune en 2018 (CLC).

### Habitat
La commune présente un habitat groupé. Détruit pendant la Première Guerre mondiale, le village a été reconstruit durant l'entre-deux-guerres.

### Voies de communication et transports
La localité est desservie par les lignes d'autocars du réseau Trans'80, Hauts-de-France, tous les jours sauf le dimanche et les jours fériés (ligne no 40, Roye - Hangest-en-Santerre - Amiens).
À environ 20 km au sud-est d'Amiens par la route, le village peut se rejoindre par l'axe Amiens - Noyon, l'ex-RN 334 (actuelle RD 934) ou par l'autoroute A29.

## Toponymie
On trouve dans les textes anciens : Dommus Audoenus (822), Dommoin (1131), Domuin (1163), Demuyn (1240), Dimuin (1301), Muing (1425), Demmuyn (1567), Doumin (1668), Desmuin (1758).
Démuin est un hagiotoponyme caché. Le nom Démuin provient du latin Domnus Audoëni, qui signifie maison de saint Ouen ou Dadon (évêque de Rouen auquel est dédiée l'église du village). Ce nom apparaît en 822 dans les Statuta antiqua abbatiae sancti Petri Corbeiensis d'Adalhard, abbé de Corbie.

## Histoire

### Préhistoire
Des silex taillés datant de la préhistoire ont été découverts à Démuin.

### Antiquité
Le site de Démuin se trouvait à proximité de la voie romaine reliant Lugdunum (Lyon) à Gesoriacum (Boulogne-sur-Mer) ; des tuiles à rebord ont été retrouvées sur le territoire communal.

### Moyen Âge
Des fouilles archéologiques ont mis au jour un habitat du IXe siècle. Les Satuts de l'abbaye de Corbie, rédigés par Adalard de Corbie indique que la villae Domnus Audoenus était un domaine chargé de la perception des dîmes pour l'abbaye de Corbie.
On retrouve la trace de Démuin en 1131 date à laquelle il est fait mention de la présence d'un miles de Démuin, officier qui dirigeait vraisemblablement la maison du seigneur de Boves. Un dénombrement établi 1168 par Robert Ier de Boves indique que la seigneurie de Démuin relevait de l'avouerie de Corbie dont la famille de Boves avait hérité au XIe siècle en tant que vicomte.
Au XIIIe siècle, il existait un hôpital à Démuin.
Jehan de Demuin fut le père, ou le grand-père de Péronne de Demuin, alliée à Witasse de Campremy, dont la fille Marie de Campremy, décédée après 1394, épousa Jean de Clermont-Nesle, puis Guillaume de Bracquemeont.
La première mention de la présence d'un château à Démuin date de 1418.
En 1422, les Anglais incendièrent le village et le château. Le village fut par la suite rebâti entièrement dans la vallée.

### Époque moderne
En 1526, Lancelot Bournel, seigneur de Démuin, obtint du roi François Ier, la création de deux foires annuelles et d'un marché hebdomadaire.
La seigneurie de Démuin, en 1543, fut acquise par François de Rasse. Elle passa ensuite à Louise d'Oignies, épouse Philibert-Emmanuel d'Ailly, baron de Picquigny, qui la revendit en 1614 à Jean Lucas, échevin d'Amiens et à son frère, Guillain, aumônier du roi.
En 1636, lors du siège de Corbie, le roi Louis XIII résida au château de Démuin.
Aux XVIIe et XVIIIe siècles, les habitants s'adonnaient au commerce de laine, à la fabrication de métiers à tisser, à la fabrication de bas.

### Époque contemporaine

#### Révolution française, Consulat etIerEmpire
Le château de Démuin fut détruit à la Révolution.
Le 15 octobre 1814, un incendie ravagea le village, seules seize maisons furent épargnées. On ne déplora qu'une seule victime. 600 habitants étaient sans logement et sans ressource, ils trouvèrent refuge dans les communes avoisinantes. Grâce aux quêtes effectuées dans toute la France, le village fut reconstruit l'année suivante.

#### Deuxième République, Second Empire, guerre de 1870-1871
En 1851, au moment de la moisson, le village fut déclaré en état de siège et subit une occupation militaire à cause d'une révolte.
Pendant la guerre franco-allemande de 1870, la commune subit l'occupation prussienne après la bataille de Villers-Bretonneux du 27 novembre 1870. L'occupation dura jusqu'au 21 juin 1871. 36 jeunes gens de la commune participèrent aux combats, deux furent tués, un blessé et 20 furent faits prisonniers et détenus en Prusse.
Au printemps 1871, une épidémie de variole et une épizootie sévirent dans la commune, toutes les bêtes à cornes durent être abattues.

#### Fin duXIXesiècle
Le travail à domicile occupe la majeure partie de la population de la commune : fabrication de gilets de laine et de bas pour des entrepreneurs de Marcelcave, Villers-Bretonneux ou Corbie ; teinture... Il existait un pressoir à cidre ambulant, une entreprise de battage à vapeur, des scieries, un atelier d'équarrissage pour 150 bêtes qui récupérait les peaux et transformait les chairs en engrais et deux dresseurs de chiens de chasse.

#### Première Guerre mondiale
Le village se trouvait dans la zone des combats ou de leur arrière durant la Première Guerre mondiale,,,,. L'état-major du 35e corps d'armée du général Jacquot est implanté à Démuin en août 1916, lors de la bataille de la Somme.
La commune fut totalement détruite au cours de la bataille d'Amiens qui débuta le 8 août 1918, étape importante de la contre-offensive alliée, l'offensive des Cent-Jours qui conduisit à la défaite allemande,,,, entre Morlancourt et Braches, inflige un revers sans précédent à l'armée allemande : c'est le « jour de deuil de l'armée allemande », selon l'expression du général Ludendorff,. Les Canadiens prennent le 8 août 1918 un obusier lourd de 210 mm Krupp modèle 16 (Langer 21 cm Mörser 16) et le retournent contre les Allemands. Il est exposé depuis au parc des Plaines d'Abraham à Québec,.
L'armée française réalisa pendant le conflit à Démuin et autour un réseau de voies ferrées à écartement de 0,60 m. du système Péchot afin d'alimenter le front.

#### Entre-deux-guerres

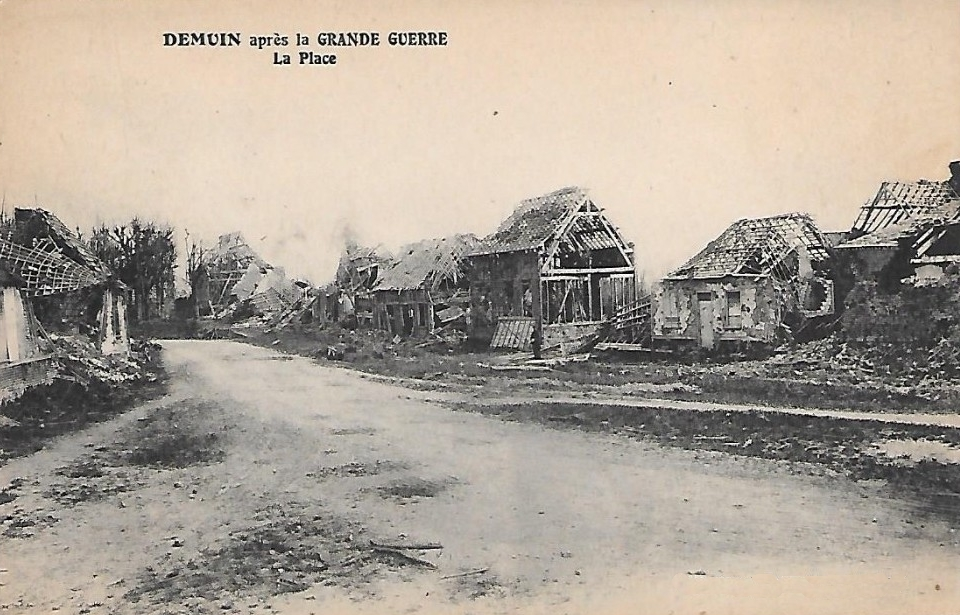
Ruines du village vers 1920.

Le village, totalement détruit à l'issue du conflit, a été décoré de la Croix de guerre 1914-1918 le 3 novembre 1920.
Le ministère des Régions libérées (MRL) créé après la Première Guerre mondiale, pour remettre en état les régions dévastées et y rétablir une vie économique, rachète après l'Armistice les réseaux militaires à voie de 60 cm ainsi que le matériel qui se trouve sans emploi. Les réseaux sont restructurés par le MRL afin de faciliter leur utilisation civile et leur mise en service progressive. En 1919, le kilométrage exploité passe en moins de six mois de 152 km (au 31 mars) à 3 346 km (au 31 août).
Pendant toute cette période, le réseau de Péronne subit de nombreux aménagements pour desservir les localités à reconstruire, il connait son apogée en 1923. Mais dès 1921, des lignes non utilisées sont mises en adjudication pour dépose et des lots de matériel en surplus sont vendus. Le MRL afferme également les lignes ayant un intérêt civil et, fin 1926, le MRL n'a plus d'activité ferroviaire à voie de 60. Une partie du réseau de la Somme est affermée le 1er janvier 1924 avec 20 locomotives et 800 wagons, mais, avec le progrès de la reconstruction et le développement de la traction automobile, l'exploitant cesse son exploitation courant 1928.

Plan du réseau exploité par le MRL dans la Somme en 1923.

## Politique et administration

### Rattachements administratifs et électoraux
La commune se trouve dans l'arrondissement de Montdidier du département de la Somme. Pour l'élection des députés, elle fait partie depuis 2012 de la quatrième circonscription de la Somme.
Elle fait partie depuis 1801 du canton de Moreuil, qui a été modifié et agrandi dans le cadre du redécoupage cantonal de 2014 en France.

### Intercommunalité
La commune était membre de la « communauté de communes du canton de Moreuil », créée par un arrêté préfectoral du 4 décembre 1992 et renommée « communauté de communes Avre Luce Moreuil » (CCALM) par arrêté préfectoral du 6 mai 1996.
Dans le cadre des dispositions de la loi portant nouvelle organisation territoriale de la République du 7 août 2015, qui prévoit que les établissements publics de coopération intercommunale (EPCI) à fiscalité propre doivent avoir un minimum de 15 000 habitants, le préfet de la Somme propose en octobre 2015 un projet de nouveau schéma départemental de coopération intercommunale (SDCI) prévoyant la réduction de 28 à 16 du nombre des intercommunalités à fiscalité propre du département.
Après des hypothèses de regroupement des communautés de communes du Grand Roye (CCGR), du canton de Montdidier (CCCM), du Santerre et d'Avre-Luce-Moreuil, le préfet dévoile en octobre 2015 son projet qui prévoit le regroupement « des communautés de communes d'Avre-Luce-Moreuil et du Val-de-Noye », le nouvel ensemble de 22 440 habitants regroupant 49 communes,. À la suite de l'avis favorable des intercommunalités et de la commission départementale de coopération intercommunale en janvier 2016 puis des conseils municipaux et communautaires concernés, la fusion est établie par un arrêté préfectoral du 22 décembre 2016, qui prend effet le 1er janvier 2017.
La commune est donc désormais membre de la communauté de communes Avre Luce Noye (CCALN).

### Liste des maires
| Période                                  | Période                   | Identité       | Étiquette | Qualité |
| ---------------------------------------- | ------------------------- | -------------- | --------- | --- |
| Les données manquantes sont à compléter. |                           |                |           | |
| mars 1989                                | En cours (au 4 juin 2020) | Alain Dovergne |           | Enseignant retraité Président (1995 → 2001) puis vice président (2014 → 2016) de la CCALM Vice-Président (2017 → 2019) puis président (2019 → ) de la CCALN Réélu pour le mandat 2020-2026 |

## Population et société

### Démographie
L'évolution du nombre d'habitants est connue à travers les recensements de la population effectués dans la commune depuis 1793. Pour les communes de moins de 10 000 habitants, une enquête de recensement portant sur toute la population est réalisée tous les cinq ans, les populations de référence des années intermédiaires étant quant à elles estimées par interpolation ou extrapolation. Pour la commune, le premier recensement exhaustif entrant dans le cadre du nouveau dispositif a été réalisé en 2004.

En 2022, la commune comptait 538 habitants, en évolution de +12,79 % par rapport à 2016 (Somme : −1,26 %, France hors Mayotte : +2,11 %).
| 1793 | 1800 | 1806 | 1821 | 1831 | 1836 | 1841 | 1846 | 1851 |
| ---- | ---- | ---- | ---- | ---- | ---- | ---- | ---- | ---- |
| 747  | 748  | 716  | 733  | 771  | 818  | 800  | 808  | 821  |

| 1856 | 1861 | 1866 | 1872 | 1876 | 1881 | 1886 | 1891 | 1896 |
| ---- | ---- | ---- | ---- | ---- | ---- | ---- | ---- | ---- |
| 794  | 793  | 790  | 756  | 797  | 772  | 744  | 722  | 690  |

| 1901 | 1906 | 1911 | 1921 | 1926 | 1931 | 1936 | 1946 | 1954 |
| ---- | ---- | ---- | ---- | ---- | ---- | ---- | ---- | ---- |
| 644  | 618  | 572  | 398  | 443  | 432  | 434  | 398  | 416  |

| 1962 | 1968 | 1975 | 1982 | 1990 | 1999 | 2004 | 2006 | 2009 |
| ---- | ---- | ---- | ---- | ---- | ---- | ---- | ---- | ---- |
| 353  | 360  | 325  | 385  | 419  | 431  | 449  | 452  | 472  |

| 2014 | 2019 | 2022 | - | - | - | - | - | - |
| ---- | ---- | ---- | - | - | - | - | - | - |
| 471  | 524  | 538  | - | - | - | - | - | - |

### Équipements municipaux
Afin de satisfaire aux obligations en matière d'accessibilité et de confidentialité, la municipalité a décidé de déplacer la mairie dans les locaux de l'ancienne école. La livraison du nouvel équipement est escomptée en septembre 2017.

### Enseignement
Les enfants de la commune sont scolarisés au sein du regroupement pédagogique intercommunal de la Luce, géré par le syndicat intercommunal scolaire (SISCO) qui regroupe en 2014 les communes de Démuin, Domart-sur-la  Luce, Thennes, Berteaucourt-lèsThennes, Hangard, Ignaucourt et Aubercourt. En 2017, près de 100 enfants déjeunent à la cantine organisée à la salle des fêtes. Le SISCO a décidé la création d'une salle de restauration scolaire à Démuin, dont l'ouverture est escomptée en 2018.
En 2020, la structure accueille 190 enfants de huit communes

## Économie
L'activité dominante de la commune reste l'agriculture.

## Culture locale et patrimoine

### Lieux et monuments
- L'église Saint-Ouen[60], détruite pendant la Première Guerre mondiale puis reconstruite.
- La chapelle du cimetière : la chapelle primitive a été détruite au cours des combats de la Première Guerre mondiale ; elle est reconstruite en 1930[61].
- Les vestiges de l'ancien château[62] ont été l'objet d'une campagne de fouilles au début de 2012[63],[64],[65].

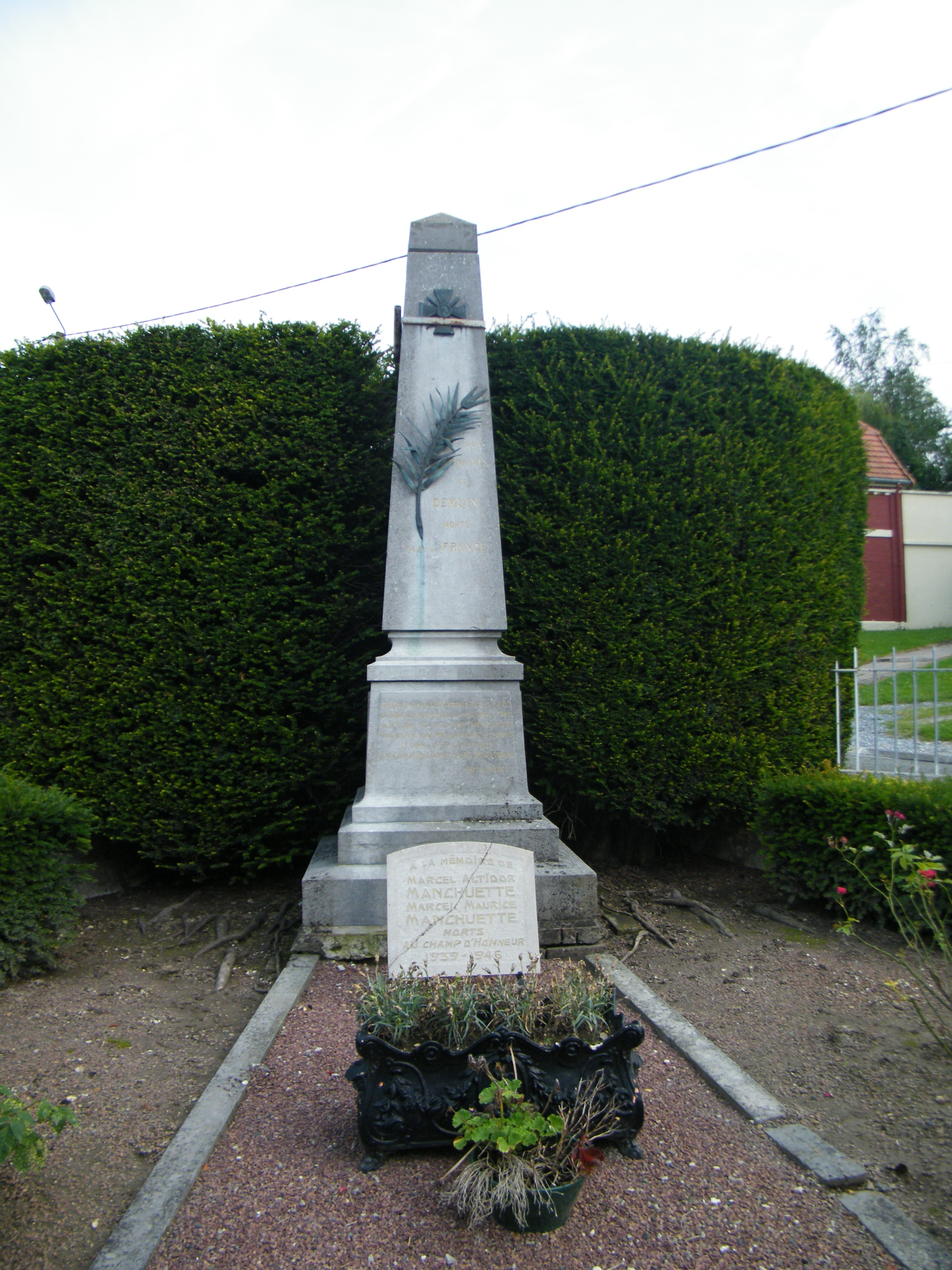
Le monument aux morts.
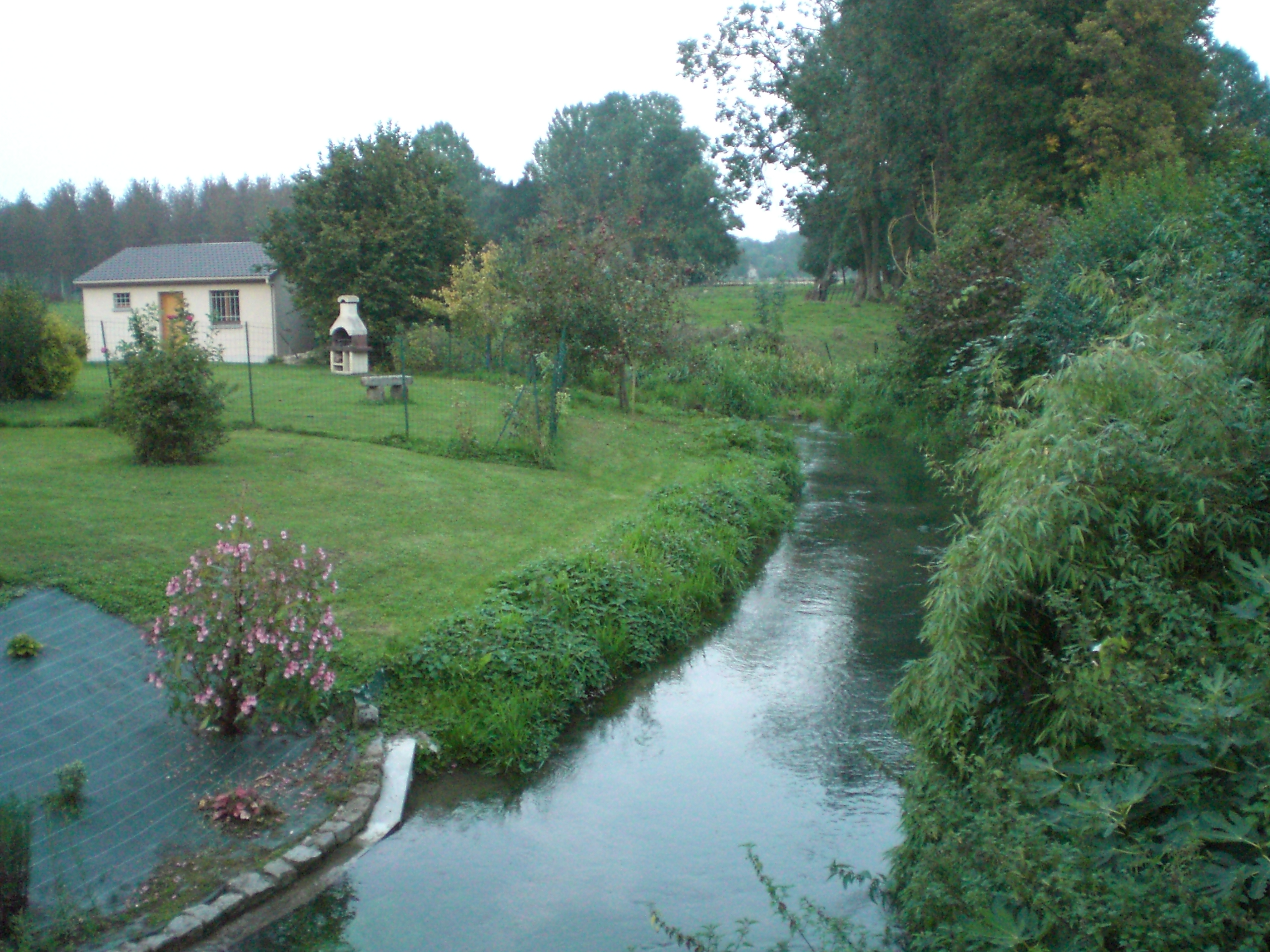
La Luce, affluent de l'Avre, passe dans le village.
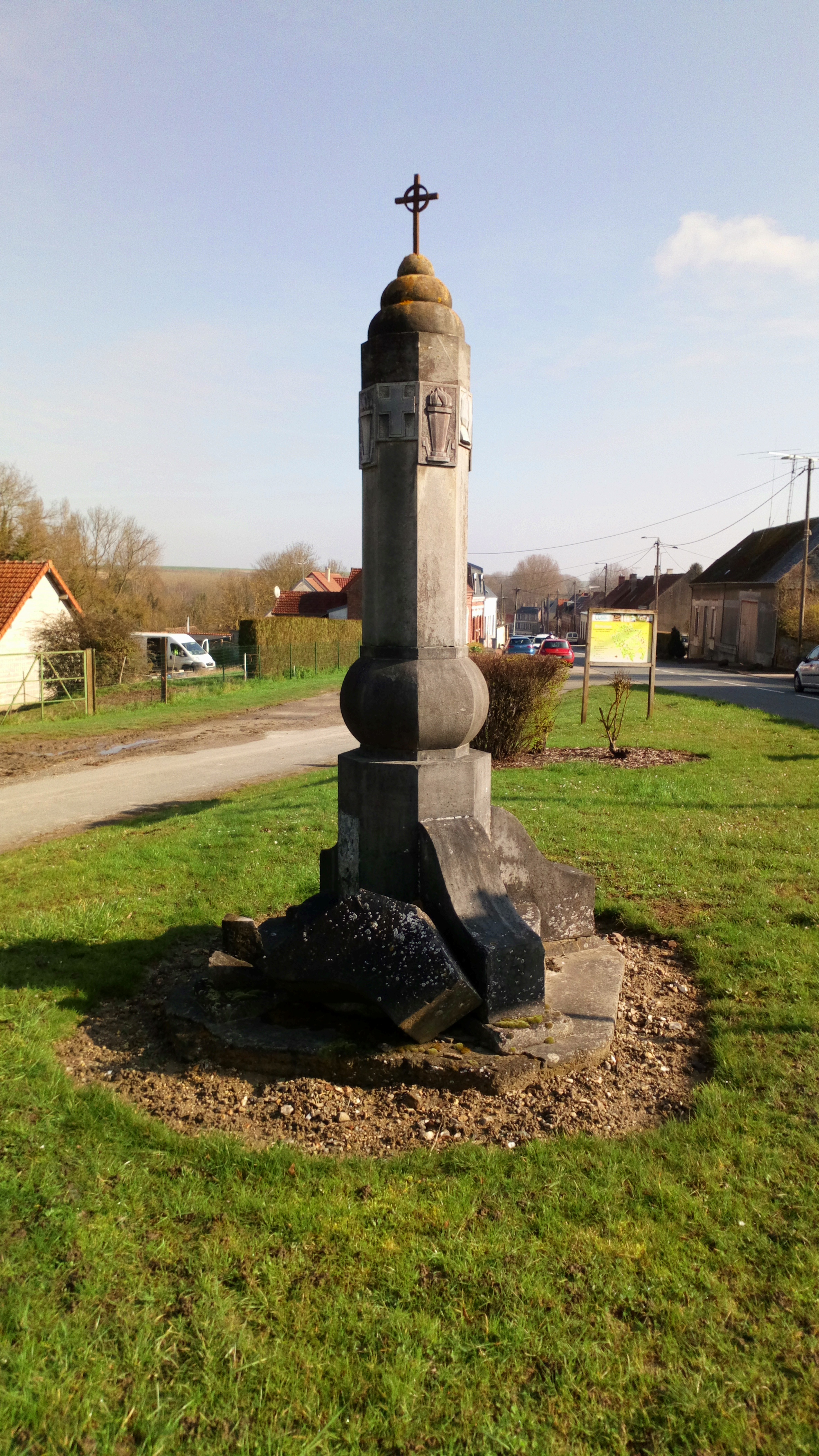
Calvaire art déco
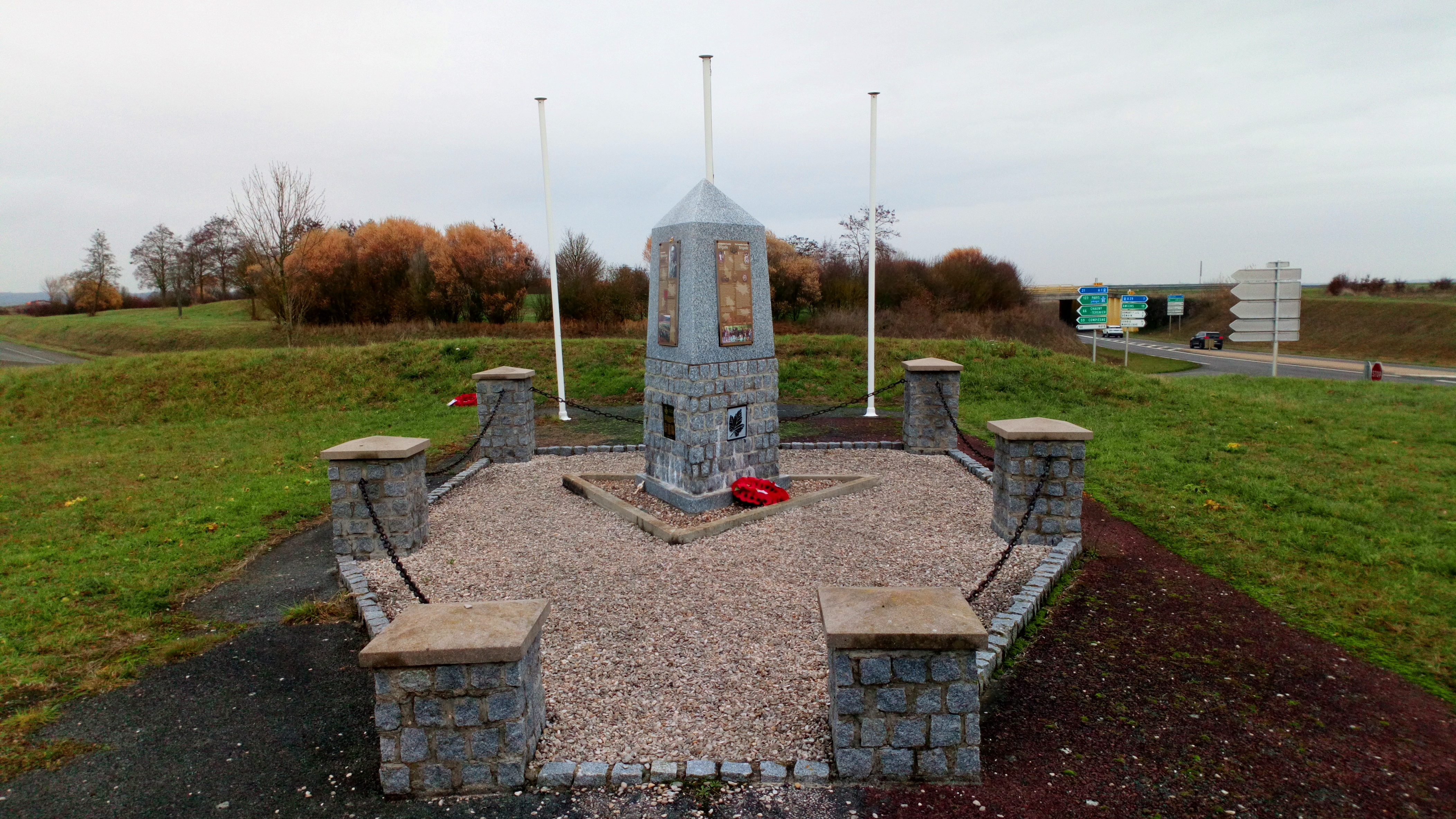
Monument canadien

### Personnalités liées à la commune
- Alcius Ledieu, né le 14 avril 1850 à Démuin et mort en 1912 à Lincheux, écrivain d'histoire locale, biographe, conservateur de la bibliothèque d'Abbeville. On lui reconnait une œuvre de près de 160 ouvrages, dont les Contes licencieux de la Picardie.

### Héraldique
| Blason de Démuin | Blason  | De gueules à deux branches d'alisier d'or passées en double sautoir; au chef échiqueté d'argent et d'azur. Ornements extérieursDécorations : Croix de guerre 1914-1918. |
| Blason de Démuin | Détails | La commune a repris le blason de Philibert-Emmanuel de Picquigny, seigneur du lieu. L'argent a été remplacé par l'or. Le statut officiel du blason reste à déterminer.  |